# Архиепархия Кьети-Васто
Архиепархия Кьети-Васто (лат. Archidioecesis Theatina-Vastensis, итал. Arcidiocesi di Chieti-Vasto) архиепархия-митрополия Римско-католической церкви, входящая в церковную область Абруццо-Молизе. В настоящее время архиепархией управляет архиепископ-митрополит Бруно Форте. Викарный епископ – Камилло Чиботти.
Клир епархии включает 223 священника (148 епархиальных и 75 монашествующих священников), 17 диаконов, 93 монахов, 370 монахинь.
Адрес епархии: Piazza G.G. Valignani, 4 - 66100 Chieti.
Патронами архиепархии Кьети-Васто являются Святой Джустино (Кьети) и Святой Михаил Архангел (Васто). Также на территории епархии находится санктуарий Мадонны дей Мираколи (Богоматери Чудес) в Казальбордино.

## Территория
В юрисдикцию епархии входят 157 приходов в 92 коммуннах Абруццо: 79 в провинции Кьети и 13 в провинции Пескара.
Все приходы образуют 10 деканатов: Атесса, Казоли, Кьети, Кьети Скало, Фоссачезия-Казальбордино, Франкавилла-аль-Маре, Джисси, Гуардьягреле, Скафа и Васто.
Кафедра архиепископа-митрополита находится в городе Кьети в церкви Святого Юстина; в городе Васто находится сокафедральный Собор Святого Иосифа.
В состав митрополии (церковной провинции) Кьети-Васто входят:
- Архиепархия Кьети-Васто;
  - Архиепархия Ланчано-Ортона.

## История
Христианство пришло на эти земли, вероятно, во времена апостолов, но о существовании на территории четкой церковной структуры свидетельствуют документы, начиная с понтификата Папы Геласия I (492—496). Предание основание кафедры присваивает святому епископу Джустино (Юстин из Кьети) в III—IV веках. Однако собор в его честь был освящен только в IX веке, письменные же свидетельства подтверждающие предание появились не ранее XV века.
Среди епископов раннего средневековья, занимавших кафедру, известны лишь имена Квинто, который принимал участие на соборе в Риме в 499 году, и Барбато, упомянутого в послании Папы Григория Великого в 594 году. Только в IX веке в письменных источниках снова упоминается имена архиереев епархии: Теодориха I, в 840 году собравшего поместный собор в кафедральном храме (в то время освященном в честь Святого Апостола Фомы), и Лупа I, который в 844 году принимал участие в коронации Людовика II Папой Сергием II.
В IX веке епископы Кьети распространили свою юрисдикцию на сопредельные большие города (Ортона, Васто) и всю юго-восточную часть Абруццо, из-за чего им пришлось бороться с властью великих аббатств (прежде всего, Монте-Кассино), которые владели несколькими поместьями в регионе, освобожденными от епископской юрисдикции. Между XII и XIV веками за епископами Кьети был закреплен титул баронов Вилламанья, Орни, Форкабоболина и Астиньяно, а позднее, даже титул графов Кьети.
С XIII века в епархии получили распространение нищенствующие ордена, параллельно с которыми, развилось движение отшельников, самым известным из которых был Петр ди Морроне (будущий Папа Целестин V), основавший в 1254 году в Роккамориче скит Санто Спирито а Майелла, тем самым положив начало конгрегации монахов-целестинцев.
В последующие столетия, кафедра Кьети достигла такого влияния, что за право занять её спорили влиятельнейшие семейства Неаполитанского королевства. В 1505 году Джампьетро Карафа (будущий Папа Павел IV), при помощи дяди-кардинала Оливьеро Карафа, был поставлен в епископы Кьети. Здесь, вместе со святым Гаэтано ди Тьене, он основал Конгрегацию Регулярных Клириков, получившим название театинцев от латинского названия его епархии. Основатели двух других конгрегаций в духе Контрреформации, Франческо Караччоло (Конгрегация Меньших Регулярных Клириков) и Камилло де Леллис (Конгрегация Регулярных Клириков Служителей Больным) были родом из епархии.
В начале XVI века епархия Кьети утратила часть территории из-за образованной 27 апреля 1515 года новой епархии Ланчано, но буллой Super universas от 1 июня 1526 года Папа Климент VII повысил статус епархии до архиепархии-митрополии, в состав которой включил епархии Пенне, Атри и Ланчано. Но вскоре все эти епархии были выведены из состава митрополии. Сначала епархии Пенне и Атри были возвращены в прямое подчинение Святому Престолу буллой Inter cetera Папы Павла III от 18 июля 1539 года. Затем и епархия Ланчано, возведенная в ранг архиепархии, также была поставлена в прямое подчинение Святому Престолу Папой Пием IV в 1562 году. Папа Пий V 20 октября 1570 года восстановил епархию Ортона, оставив её в составе митрополии, а 12 мая 1600 года объединил епархию Ортона с епархией Кампли без изменения статуса.
Церковной реформой при Папе Пие VII, 27 июня 1818 года, епархия Ортона была объединена с архиепархией Ланчано, а епархия Кампли упразднялась. Таким образом, митрополия Кьети лишилась своего последнего епископа-суффрагана. По просьбе Фердинандо II и Альфонса д’Авалоса, маркиза Васто, Папа Пий IX декретом Adeo late dioecesanum Teatini от 20 мая 1853 года выделил из архиепархии Кьети город Васто с прилегающими территориями, основав новую кафедру при церкви Святого Иосифа, с оставлением её в составе митрополии Кьети без автономии. В новой епархии появились курия и семинария, некогда бывшая коллегией Регулярных Клириков Матери Божьей.
С образованием 1 июля 1949 года архиепархии Пескара-Пенне, архиепархия Кьети утратила приходы, расположенные на правом берегу реки Атерно, бывшей границей древней епархии Пенне.
Декретом Fructuosae ecclesiae от 2 марта 1982 года, Папа Иоанн Павел II вернул в митрополию Кьети архиепархию Ланчано, и вместе с ней епархию Ортона, объединив их в единую архиепархию Ланчано-Ортона. 24 августа 1982 года декретом префекта Конгрегации по делам епископов кардинала Себастьяно Баджо епархия Васто получила автономный статус и объединялась с епархией Кьети. Таким образом, появилась архиепархия Кьети и Васто.
Наконец, кардинал Бернарден Гантен декретом Theatinae et Vastensis de plena diocesium unione от 30 сентября 1986 года окончательно объединил епархии Кьети и Васто в архиепархию Кьети-Васто.
31 мая 2010 года приход Мария Сантиссима Мадре ди Дио во фракции (селе) Претаро, в коммуне Франкавилла-аль-Маре был переведен из-под юрисдикции архиепископа Пескара-Пенне в юрисдикцию архиепископа Кьети-Васто.

## Ординарии епархии
| - Святой Юстин; - Святой Флавиан; - Святой Сир; - Святой Янсон; - Святой Зенон; - Святой Панфил; - Святой Лев; - Святой Северин; - Святой Герман; - Святой Викентий; - Святой Урбан; - Квинт (упомянут в 499); - Барбат (упомянут в 594); - Святой Элевтерий; - Теодорик I (ок. 840); - Луп I (ок. 844); - Пётр I (ок. 853); - Теодорик II (ок. 880); - Атинольф (ок. 904); - Римо (ок. 962); - Лиудин (ок. 965); - Луп II (ок. 1008); - Арнольф (ок. 1049); - Аттоне I дей Марси (1056—1073) — граф Марси; - Челсо (1073—1078); - Райнольфо (1085—1105); - Руджеро; - Гульельмо I (1107—1117); - Андреа I (1118); - Джерардо (1118—1125); - Аттоне II (1125—1137); - Рустико (1137—1140); - Аланно (1140—1150); - Андреа II (1150—1190); - Пьетро II (1191); - Бартоломео (1192—1227); - Райнальдо (1228—1234); - Грегорио ди Поли (1234—1251); - Ландольфо Караччоло (11.1.1252 — 1252) — избранный епископ; - Алессандро де Фрескароза да Капуя (5.9.1252 — 1262) — избранный епископ; - Никола да Фосса (27.6.1262 — 1282); - Томмазо (31.3.1286 — 1294); - Гульельмо II (1292—1293); - Ринальдо (17.4.1295 — 1303) — доминиканец; - Маттиа (29.5.1303 — 1303); - Пьетро III (19.6.1303 — 1320); - Раймондо Маузако (21.2.1321 — 21.2.1326) — францисканец, назначен епископом Аверзы; - Джованни Крспано де Рокка (21.2.1326 — 1335); - Пьетро Ферри (10.5.1336 — 18.11.1336); - Бельтрамино Паравичини (14.12.1336 — 1339) — назначен епископом Комо; - Гульельмо Капоферро(17.3.1340 — 1352); - Бартоломео Папаццурри (24.5.1353 — 21.7.1363) — доминиканец, назначен архиепископом Патрассо; - Витале да Болонья (21.6.1363 — 1373) — сервит; - Элеазарио да Сабрано (5.9.1373 — 1378); - Джованни да Комино (19.3.1379 — 1396) — целестинец; - Гульельмо Карбоне (18.8.1396 — 1418); - Никола Вивани (1.2.1419 — 1428); - Марино де Токко (7.1.1429 — 1438); - Джованни Баттиста делла Буона (20.10.1438 — 1445) — избранный епископ; - Колантонио Валиньяни (15.3.1445 — 1488); | - Альфонсо д’Арагона (28.2.1488 — 16.11.1496 или 17.3.1497) — избранный епископ; - Джакомо Бачо Террачина (16.11.1496 или 17.3.1497 — 1499); - Оливьеро Карафа (2.2.1500 — 20.12.1501) — апостольский администратор; - Бернардино Карафа (20.12.1501 — 30.6.1505) — назначен епископом Неаполя; - Джан Пьетро Карафа (30.7.1505 — 20.12.1518) — назначен архиепископом Бриндизи; - Джан Пьетро Карафа (20.12.1518 — 24.08.1524) — апостольский администратор; - Феличе Трофино (24.8.1525 — 1527); - Гвидо де Медичи (3.1.1528 — 1537); - Джан Пьетро Карафа (20.6.1537 — 22.2.1549) — вторично, назначен архиепископом Неаполя; - Бернардино Маффеи (9.11.1549 — 16.7.1553); - Маркантонио Маффеи (17.7.1553 — 14.1.1568); - Джованни Олива (14.1.1568 — 1577); - Джироламо Леони (1577); - Чезаре Бусдраго (11.8.1578 — 1585); - Джованни Баттиста Каструччи (21.10.1585 — 20.3.1591); - Орацио Санминиато (20.3.1591 — 29.1.1592); - Маттео Санминиато (4.3.1592 — 1607); - Ансельмо Марцато (24.2.1607 — 17.8.1607) — капуцин; - Орацио Маффеи (16.9.1607 — 11.1.1609); - Вольпиано Вольпи (11.3.1609 — 16.12. 1615); - Паоло Толоза (16.12.1616 — 1618) — театинец; - Марсилио Перуцци (26.11.1618 — 1631); - Антонио Сантакроче (10.3.1631 — 9.6. 1636) — назначен архиепископом Урбино; - Стефано Саули (10.11.1638 — 1649); - Винченцо Рабатта (9.12.1649 — 1654); - Анджело Мария Чирия (1.6.1654 — 1656) — сервит; - Модесто Гавацци (19.2.1657 — 6.3.1657) — францисканец-конвентуал; - Никколо Радуловик (10.3.1659 — 27.11.1702); - Винченцо Капече (21.4.1703 — 1722); - Филиппо Валиньяни (13.4.1722 — 1737) — доминиканец; - Микеле Пальма (6.5.1737 — 23.3.1755); - Никола Санчес де Луна (21.7.1755 — 9.4.1764) — назначен архиепископом Нолы; - Франческо Бранча (9.4.1764 — 7.1.1770); - Луиджи дель Гвидичи (12.3.1770 — 1792) — целестинец; - Андреа Мирелли (27.2.1792 — 22.7.1795) — бенедиктинец; - Франческо Саверио Басси (18.12.1796 — 26.3.1821) — целестинец; - Карло Мария Чернелли (19.4.1822 — 1838); - Джозуэ Мария Саджезе (17.9.1838 — 1852) — редемпторист; - Микеле Манцо (27.9.1852 — 1856); - Луиджи Мария де Маринис (18.9.1856 — 1877); - Фулько Луиджи Руффо-Шилла (28.12.1877 — 23.5. 1887) — назначен нунцием в Баварию; - Рокко Коккья (23.5.1887 — 19.12.1901) — капуцин; - Дженнаро Костальола (11.2.1901 — 15.2.1919) — лазарист; - Никола Монтеризи (15.12.1919 — 5.10.1929) — назначен архиепископом Салерно; - Джузеппе Вентури (18.2.1931 — 11.11.1947); - Джованни Баттиста Бозио (24.6.1948 — 25.5. 1967); - Лорис Франческо Каповилла (26.6.1967 — 25.9.1971) — назначен прелатом Лорето; - Винченцо Фаджоло (20.11.1971 — 15.7.1984); - Антонио Валентини (31.12.1984 — 30.9.1993); - Эдоардо Меникелли (10.6.1994 — 8.1.2004) — назначен архиепископом Анкона-Озимо; - Бруно Форте (с 26 июня 2004 года — по настоящее время). |  |

### Бруно Форте
26 июня 2004 года Папа Иоанн Павел II возвел неаполитанского богослова Бруно Форте на кафедру архиепархии Кьети-Васто. Монсеньор Бруно Форте был хиротонисан в архиепископы в соборе Неаполя 8 сентября 2004 года префектом Конгрегации вероучения, кардиналом Йозефом Ратцингером (будущим Папой Бенедиктом XVI) и прибыл на кафедру 25 сентября того же года.

## Статистика
На конец 2006 года из 312 982 человек, проживающих на территории епархии, католиками являлись 305 882 человек, что соответствует 97,7% от общего числа населения епархии.
| год  | население | население | население | священники | священники        | священники         | священники                           | постоянные диаконы | монахи  | монахи  | приходы |
| год  | католики  | всего     | %         | всего      | белое духовенство | черное духовенство | число католиков на одного священника | постоянные диаконы | мужчины | женщины | приходы |
| ---- | --------- | --------- | --------- | ---------- | ----------------- | ------------------ | ------------------------------------ | ------------------ | ------- | ------- | ------- |
| 1949 | 350.000   | 350.000   | 100       | 207        | 90                | 297                | 1.178                                |                    | 120     | 425     | 133     |
| 1958 | 333.468   | 335.468   | 99,4      | 190        | 94                | 284                | 1.174                                | 1                  | 142     | 491     | 133     |
| 1970 | 292.000   | 294.030   | 99,3      | 180        | 102               | 282                | 1.035                                |                    | 127     | 578     | 141     |
| 1980 | 290.029   | 296.029   | 98,2      | 171        | 99                | 270                | 1.076                                | 6                  | 122     | 420     | 156     |
| 1990 | 311.500   | 316.500   | 98,4      | 158        | 87                | 245                | 1.271                                | 6                  | 113     | 391     | 158     |
| 1999 | 316.000   | 321.162   | 98,4      | 159        | 76                | 235                | 1.344                                | 6                  | 87      | 364     | 158     |
| 2000 | 313.935   | 315.865   | 99,4      | 167        | 81                | 248                | 1.265                                | 5                  | 96      | 370     | 158     |
| 2001 | 313.855   | 315.865   | 99,4      | 166        | 85                | 251                | 1.250                                | 15                 | 107     | 373     | 158     |
| 2002 | 313.855   | 315.875   | 99,4      | 155        | 80                | 235                | 1.335                                | 14                 | 93      | 401     | 158     |
| 2003 | 310.350   | 314.800   | 98,6      | 151        | 79                | 230                | 1.349                                | 14                 | 92      | 401     | 158     |
| 2004 | 308.600   | 313.500   | 98,4      | 146        | 80                | 226                | 1.365                                | 14                 | 96      | 400     | 158     |
| 2006 | 305.882   | 312.982   | 97,7      | 148        | 75                | 223                | 1.371                                | 17                 | 93      | 370     | 157     |